# Johannes Hass (Politiker)

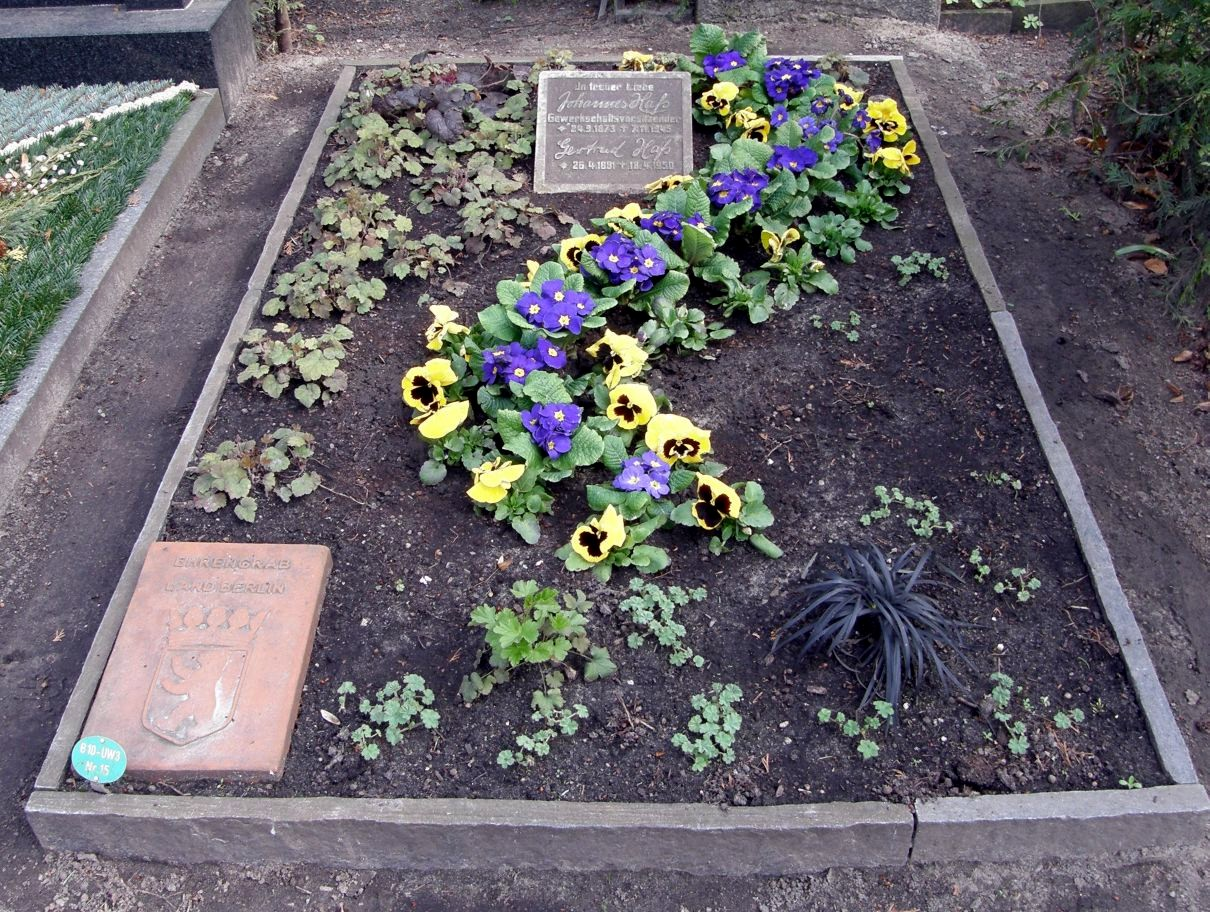
Ehrengrab von Johannes Hass und Gertrud Scholz auf dem Friedhof Wilmersdorf

Johannes Haß (* 24. September 1873 in Kiel; † 7. November 1945 in Berlin; Schreibweise auch Hass) war ein deutscher Politiker (SPD) und Gewerkschafter.

## Leben
Johannes Haß war gelernter Steindrucker. Ab dem Jahr 1919 hatte er den Vorsitz des Verbands der Lithographen, Steindrucker und Verwandten Berufe. In der Weimarer Republik war er ab 1920 für die SPD Mitglied der Berliner Stadtverordnetenversammlung und in dieser Funktion von 1924 bis 1933 auch Stadtverordnetenvorsteher. In der Zeit der nationalsozialistischen Diktatur wurde Hass mehrfach verhaftet und starb letztendlich an den Folgen der Haft.

## Ehrungen
Sein Grab auf dem Friedhof Wilmersdorf wird seit 1965 als Ehrengrab des Landes Berlin geführt.

## Belege
1. 1 2  Sozialistische Mitteilungen. Nr. 82, 1946, Januar, S. 24.
2. ↑  Landesarchiv Berlin: Stadtverordnetenversammlung der Stadt Berlin. A Rep. 000-02-01. S. 10 (PDF-Datei; 982 kB (Memento vom 4. März 2016 im Internet Archive)).
3. ↑  Senatsverwaltung für Mobilität, Verkehr, Klimaschutz und Umwelt: Ehrengrabstätten des Landes Berlin (Stand: Dezember 2023). (PDF; 502 kB) In: www.berlin.de. Land Berlin, 31. Dezember 2023, abgerufen am 13. Juni 2024.

| Personendaten    | Personendaten                          |
| ---------------- | -------------------------------------- |
| NAME             | Hass, Johannes                         |
| ALTERNATIVNAMEN  | Haß, Johannes                          |
| KURZBESCHREIBUNG | deutscher Politiker und Gewerkschafter |
| GEBURTSDATUM     | 24. September 1873                     |
| GEBURTSORT       | Kiel                                   |
| STERBEDATUM      | 7. November 1945                       |
| STERBEORT        | Berlin                                 |